# کاتو دانزو
کاتو دانزو (به ژاپنی: 加藤 段蔵 Katō Danzō)؛ ۱ ژانویهٔ ۱۵۰۳ – ۱ ژانویهٔ ۱۵۶۹) یک نینجا در دوره سنگوکو اهل ژاپن بود.

## زندگی‌نامه
نسخه‌های زیادی از داستان او وجود دارد و اسرار زیادی پیرامون او وجود دارد. طبق افسانه‌ای که او سحر و جادو انجام می‌دهد، مانند بلعیدن یک گاو نر در مقابل جمعیت بیش از ۲۰ نفر، برخی از محققان بر این باورند که هنرهای جادویی او توهم به عنوان یک نوع هیپنوتیزم گروهی بود ناشناخته هستند. بر اساس چندین وقایع نگاری در دوره ادو، دایمیو کنشین اوئه‌سوگی از شهرت دانزو شنیده بود، که باعث شد دانزو را به اوج قلعه خود دعوت کند. کنشین تصمیم گرفت توانایی‌های دانزو را به چالش بکشد تا دزدکی وارد قلعه‌ای شود و یک ناگیناتا (شمشیری در نسخه دیگری از این داستان) را از یکی از نگهبانانش به دست آورد، نائو کانتسوگو به قلعه‌ای که به شدت محافظت می‌شد نفوذ کرد و نه تنها موفق شد در سرقت ناگیناتا، اما کنشین را نیز دستگیر کرد، سپس متوجه شد که دانزو یک متحد بسیار مفید خواهد بود و او را به خدمت گرفت. با این حال، کانتسوگو نقشه کشید تا دانزو را بکشد (طبق نسخه دیگری، خود کنشین بود که دستور مرگ او را صادر کرد، زیرا او را بسیار ماهر و در نتیجه خطرناک می‌دانست)، و او را مجبور کرد که به سمت تاکدا شینگن، رقیب کنشین که مشکوک به دانزو است، فرار کند مأمور دوگانه، شینگن دستور داد که او را بکشند.